# 丹尼斯·克拉夫琴科
丹尼斯·鲍里索维奇·克拉夫琴科（羅馬化：Denis Borisovich Kravchenko；1976年4月17日—）是俄罗斯政治人物，第八届国家杜马代表。他拥有经济学副博士学位（2005 年）。
1999年至2001年，他担任圣彼得堡市政府学生会副主席，后来担任学生会主席。2001年7月至2002年3月，他担任圣彼得堡彼得大帝理工大学第一副校长助理。2003年，克拉夫琴科加入统一俄罗斯党。2011年至2013年，他担任普斯科夫州州长安德烈·图尔恰克的副手。2016年成为第七届国家杜马代表。2021年，他再次当选第八届国家杜马议员。
克拉夫琴科于2022年因俄乌战争而受到美国财政部制裁。